# Feminism marxist
Feminismul marxist este o ramură a feminismului ce urmărește explicarea căilor prin care femeile sunt asuprite prin intermediul sistemului capitalist și al priprietății private, stabilind astfel o legătură cauzală între cele două. Conform feministelor marxiste, eliberarea femeilor poate fi obținută doar printr-o restructurare radicală a economiei capitaliste actuale în care cea mai mare parte din puterea de muncă a femeii este necompensată. Feminismul marxist se naște din doctrina lui Karl Marx, a cărui teorie se centrează mai puțin pe aspectele materiale ale vieții ci pe cele sociale. Central ideii marxiste, este ideea diviziunii muncii, evidentă în societatea capitalistă.

## Fundamente teoretice marxiste
Lucrările lui Karl Marx și Frederick Engels au reprezentat fundația unui discurs timpuriu asupra relației dintre capitalism și asuprire. Materialismul istoric, metoda teoretică de studiu dezvoltată de Marx ce distinge modurile prin care sistemul economic structurează societatea și o influențează, conturează rolul factorilor economici și tehnologici în determinarea structurii de bază a societății. Structura de bază prescrie o serie de sisteme și instituții ce urmăresc propagarea intereselor celor de la putere, de cele mai multe ori cu costul asupririi claselor inferioare, clasei muncutoare. Aceste sisteme sunt construite de clasele conducătoare conform nevoilor lor de a menține conflicul dintre clase, cu scopul de a-și păstra puterea. Totuși Marx recunoaște potențialul acțiunilor colective ale claselor inferioare cu scopul de a ridica o nouă clasă conducătoare. 
Încă de la scrierea Manifestului Comunist, Marx și Engel susțin că femeile se supun clasei conducătoare, ce le împinge spre un statut de cetățean de a doua clasă, atât în societate cât și în familie. După moartea lui Marx, Engels a folosit o serie de note etnologice scrise de Marx pentru a scrie cartea Originea familiei, proprietății private și a statului, ce examinează evoluția opresiunii față de femei drept un produs al dezvoltării societății bazată pe clasă si a familiei nucleu. Cartea oferă o perspectivă asupra supunerii femeii în interiorul familiei, dedicând o discuție degradării extreme la care femeia este supusă în mâinile bărbatului, la un nivel de inegalitate ce e Engels spunea nu a fost cunoscut în societățile anterioare celei bazată pe clase. Engels argumentează mai departe cum că idealul de familie monogamă în societatea de clase se bazează pe o ipocrizie fundamentală. Încă de la inceputul său, familia a fost etichetată cu caracterul specific de monogamie ce i se imputa numai femeii, dar nu și barbatului. Subordonarea femeii, susține Engels, nu este un rezultat al dispoziției sale biologice ci mai degrabă al relațiilor sociale și că eforturile barbatului de a obține controlul asupra facultăților productive și reproductive ale femeii au capatat, gradual, o formă innstituționalizată în interiorul familiei nucleu. 
Feminismul marxist își construiește argumentele pe valorile morale în ceea ce privește munca salariată, ce este prin ea însăși o expresie a diferenței de clasă. "Câștigurile salariale reprezintă o formă de opresiune, la care muncitorii se supun inevidabil sub un sistem de producție unde, fără cunoștințe și talente, sunt reduși practic la nimic."  Urmărind această linie de gândire, marxiștii se opun oricărei acțiuni politice sau sociale ce perpetuează sclavia muncitorilor.

## Munca productivă și reproductivă
Feministele marxiste precum Margaret Benston și Peggy Morton argumentează faptul că în sistemul capitalist există două forme de muncă. Prima este cea productivă, în care din urma muncii depuse apar bunuri și servicii ce au valoare monetară în sistemul capitalist și sunt deci compensate de producători sub forma salariului plătit. A doua formă de muncă este cea reproductivă, ce este asociată cu sfera privată ce implică orice fac oamenii pentru ei înșiși fără scopul de a primi salariu (gătitul, curățenia, creșterea copiilor). Ambele forme de muncă sunt necesare, dar diferă nivelul de acces pe care oamenii îl au la acestea, pe baza diferitelor aspecte ale identității lor. Femeile sunt incluse în sfera domestică unde munca este reproductivă și, deci, necompensată și nerecunoscută în capitalism. Este interesul, atât public cât și al instituțiilor private, să exploateze munca femeii ca pe o metodă ieftină de susținere a forței de muncă. Pentru producători, asta înseamnă costuri mai mici și profit mai mare. Pentru familia nucleu, dinamica puterii dictează faptul că munca domestică este alocată exclusiv femeii astfel eliberând restul membrilor familiei de nevoia de a-și face prorpia muncă reproductivă. Feminiștii marxiști argumentează faptul că excluderea femeii de la munca productivă duce la controlul exclusiv masculin atât al domeniului public, cât și al celui privat. 
Feministele marxiste atacă sistemul capitalist pe acele căi ce facilitează un nou discurs și care aduc la lumină statutul femeilor. Acestea, în decursul istoriei ultimului secol, au combătut capitalismul hegemonic conform diferitelor perspective asupra metodelor de a obține eliberarea femeilor.

### Salarii pentru munca de acasă
Concentrându-se pe excluziunea de la munca productivă a femeilor, considerând-o ca fiind cea mai gravă formă de opresiune, unele feministe marxiste și-au îndreptat activismul către lupta pentru includerea muncii domestice în economia capitalistă salarizată. Ideea de a crea un sistem în care munca reproductivă să fie compensată apare în scrierile socialistelor precum Charlotte Perkins Gilman (1898) ce susținea că asuprirea femeilor apare datorită faptului că acestea sunt împinse în sfera privată. Gilman consideră că statutul femeilor se va îmbunătăți atunci când munca lor va fi recunoscută și valorificată în sfera publică.

### Împărțirea responsabilităților în ceea ce privește munca reproductivă
O altă soluție propusă de feministele marxiste este ruperea legăturii forțate ce se face între femeie și munca reproductivă. În critica sa față de feminismul marxist tradițional, Heidi Hartmann (1981) consideră greșit fundamentate eforturile feminismului marxist tradițional de a aborda relația dintre femei și sistemul economic, mai degrabă decât a aborda relația dintre femei și bărbați, pe ideea în care cea de-a doua reiese din punerea în discuție a primei. Pentru Hartmann discursul tradițional pare ca a ignorat importanța asupririi femeilor ca femei, și s-a axat  doar pe asuprirea femeilor ca membrii ai sistemului capitalist. Abordările mai recente urmăresc problema potențialei înrăutățiri a condițiilor femeilor în urma obținerii accesului la munca productivă. Nancz Folbre (1994) propune ca mișcările feministe să se concentreze mai degrabă pe subordonarea femeilor față de bărbați atât în sfera productivă (publică) cât și în cea reproductivă (privată). Silvia Federici îndeamnă feministele să ia în considerare faptul că femeile, acum forțate să muncească și în sfera productivă pe lângă cea reproductivă, se loveste ce ceea ce ea numește „dubla zi de muncă”. Ea consideră că emanciparea femeii nu poate apărea decât după ce aceasta este eliberată de poverile muncii nesalariate, lucru care va implica schimbări instituționale precum acoperirea diferentei de salarizare și implementarea programelor de îngrijire a copiilor la locul de munca.

## Perspectivă asupra prostituției
Prostituția este o formă de muncă ca oricare alta, căzând astfel sub imperiul  acestui mecanism corupt al forței de muncă. Marx spunea că „Prostituția este doar o expresie specifică a prostituției generale a muncitorului”.  Prostitutia deci, poate fi văzută drept un simbol pentru tot ceea ce este greșit în capitalism. Prostituatele poate se simt ca fiind libere, dar analizând ansamblul economic general, în termenii lui Marx, în realitate sunt „muncitori” înrobiți a căror activitate reîntărește și perpetuează schema capitalistă exploatatoare. Cu toate acestea, Carole Pateman, în The Sexual Contract vede prostituția altfel, evidențiind faptul că aceștia nu sunt lucrători salarizați, ci mai degrabă contractori independenți. În argumentul ei, „obiecția cum că prostituata este afectată sau degradată de meseria ei, nu înțelege natura meseriei. Corpul și sinele ale prostituatei nu sunt oferite pe piață; ea poate să își ofere serviciile și fără să se degradeze pe sine”.  Mai mult, filozoful Robert Nozick crede că drepturile indivizilor sunt mai presus de interesul pentru bunastarea lor. El crede că o persoana are dreptul de a se vinde în sclavie, atâta timp cât dreptul e al ei. Ce pare că a trecut neobservat în marxism, feminismul marxist, și în feminismul radical este asumpția cum că în capitalism sunt răpite calitățile spirituale ale vieții astfel o persoană este redusă la a fi doar o simplă rotiță într-o mașinărie. Există o tendință în unele scrieri feministe de a discuta relația dintre feminism și prostituție în acești termeni, astfel neanalizând calitățile transcendente și spirituale ale prostituatelor, lăsând doar o perspectivă mecanicistică asupra acestora.

## Critici
Simone Weil descrie marxismul în Oppression and Liberty  ca fiind o teorie destul de incompletă atăta timp cât aplicarea sa se preocupă, deși foarte relevant, mai degrabă cu descrierea memcanismelor creșterii economice și ale economiei. 
O altă critică la adresa feminismului marxist traditional vine tot din partea lui Heidi Hartmann care argumentează în Capitalism, Patriarchy, and Job Segregation by Sex, faptul că patriarhatul predatează sicietatea capitalistă bazată pe clase, cu câteva mii de ani chiar, și deci nu poate fi considerat drept produs al capitalismului.
Această perspectivă de asemenea nu reușește să explice de ce dominația bărbatului continuă în țările non-capitaliste precum China.

## Legături Externe
- Feministissues – Marxist feminism*
- About Education – Feminism[nefuncțională]
- Socialistworker – Marxism, Feminism and women liberation[nefuncțională]